# Premier (gemeente)
Premier is een gemeente en plaats in het Zwitserse kanton Vaud, en maakt deel uit van het district Jura-Nord vaudois.
Premier telt 207 inwoners.